# Festival de Vienne

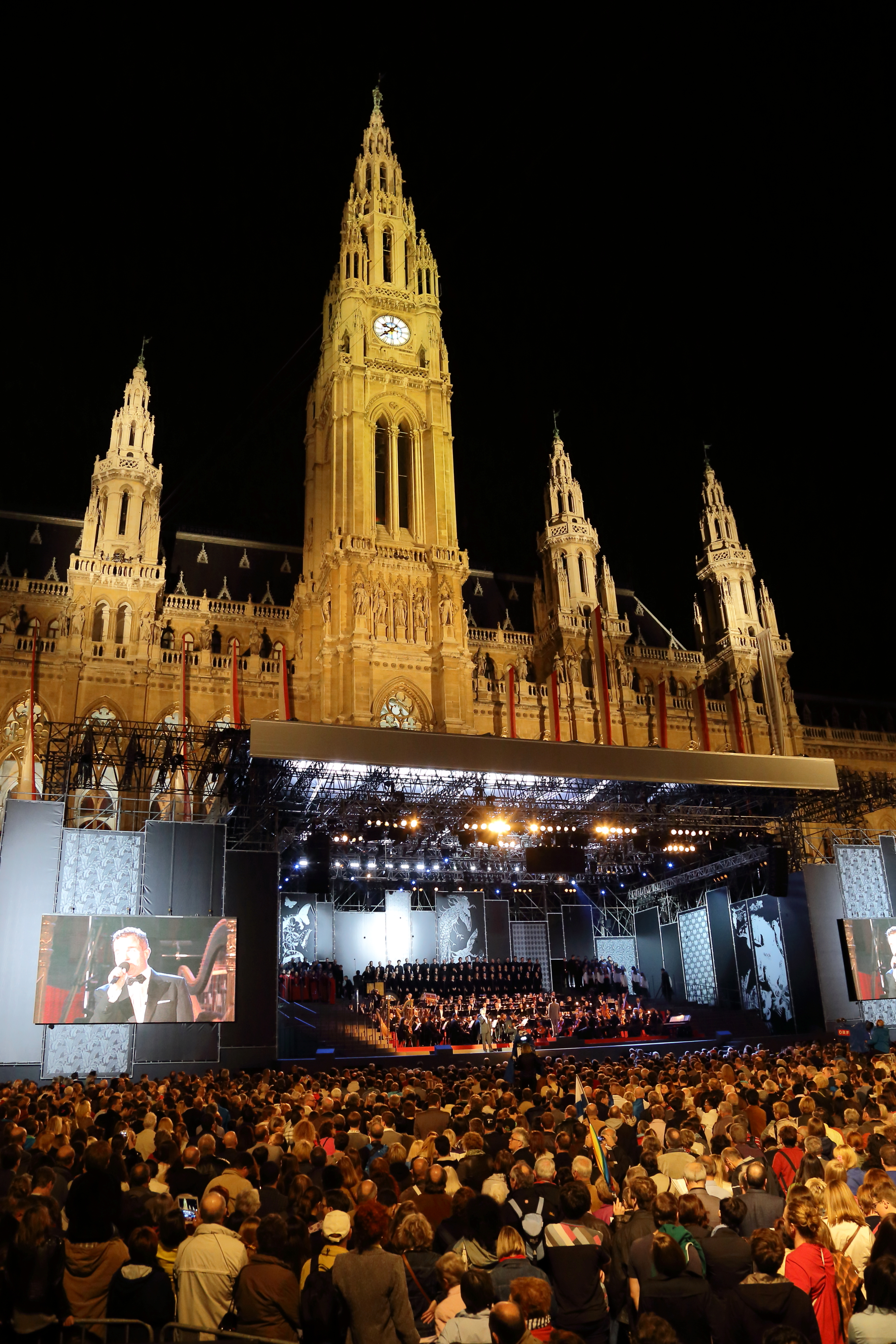
Festival de Vienne de 2014

Le Festival de Vienne (Wiener Festwochen) est un festival culturel se déroulant chaque année à Vienne durant cinq semaines en mai et juin.

## Histoire
La première édition a lieu en 1927. Le retour du Festival de Vienne après la Seconde Guerre mondiale se fait en 1951. Depuis 1962, le Theater an der Wien est le lieu principal ainsi que les halls E et G du Museumsquartier. L'ouverture du Festival de Vienne se fait traditionnellement au Rathaus sur une musique de Werner Pirchner (de).
Pendant cinq à six semaines en mai et juin, le festival de Vienne propose des événements culturels d'un intérêt particulier mêlant le plus haut niveau artistique et l'ouverture au public. Il offre un large éventail du théâtre international, des formes et de langages de l'art contemporain. Le programme comprend des concerts, du théâtre, des performances, des installations, des lectures, des films. En plus de nouvelles productions d'œuvres classiques et des créations de pièces contemporaines avec des metteurs en scène internationaux, les artistes se présentent souvent dans leurs langues maternelles. Le programme comprend une moyenne de 40 productions avec 175 représentations et 70 concerts. Chaque année, 180 000 spectateurs assistent aux événements du Festival de Vienne.

## Directeurs
- 1964–1977: Ulrich Baumgartner
- 1984–1991: Ursula Pasterk (de)
- 2002-2013: Luc Bondy
- 2014-2016: Markus Hinterhäuser